# بيل ويلينغهام
بيل ويلينغهام (بالإنجليزية: Bill Willingham) هو فنان قصص مصورة أمريكي، ولد في 1 ديسمبر 1956 في Fort Belvoir ‏ في الولايات المتحدة.

## وصلات خارجية
- الموقع الرسمي
- بيل ويلينغهام على موقع IMDb (الإنجليزية)